# Mandisa
Mandisa Lynn Hundley, nota semplicemente come Mandisa (Citrus Heights, 2 ottobre 1976 – Franklin, 18 aprile 2024), è stata una cantante statunitense.
Esponente di musica cristiana contemporanea, salì alla ribalta grazie alla partecipazione alla quinta edizione del programma televisivo American Idol (2006). Vinse un Grammy come "miglior album di musica cristiana contemporanea" nel 2014 per Overcomer.

## Biografia

### Formazione e carriera
Nata e cresciuta nella cittadina di Citrus Heights, studiò canto jazz fin da piccola. Dopo aver completato la scuola, nel 2000 si diplomò in canto e intraprese la carriera di interprete. Nel 2006 partecipò al talent show American Idol, venendo eliminata a circa metà del percorso nonostante fosse inizialmente percepita come uno dei concorrenti favoriti per la finale. Iniziò successivamente a eseguire performance in ambito televisivo e teatrale, ottenendo così un contratto discografico con l'etichetta di musica cristiana contemporanea Sparrow Records.
Tra il 2007 e il 2017 incise sei album in studio e un album di remix. Per l'album del 2013 Overcomer venne premiata con un Grammy Award al miglior album di musica cristiana contemporanea. Nel 2020 pubblicò la sua prima e unica raccolta, Overcomer: The Greatest Hits.

### Morte
Il 18 aprile 2024 Mandisa fu ritrovata morta nella sua abitazione a Franklin ma le cause del decesso non vennero rivelate immediatamente.
Il 4 giugno 2024 fu infine comunicato che la morte fu causata da complicazioni legate all'obesità di classe III, pesando infatti 224 kg al momento del decesso.

## Vita privata
Mandisa soffrì di disturbi legati all'alimentazione, vicissitudini che ispirarono il suo secondo album di inediti Freedom. Nel 2017 dichiarò di aver sofferto di depressione.

## Discografia

### Album
Album studio
- 2007 – True Beauty
- 2008 – It's Christmas
- 2009 – Freedom
- 2011 – What If We Were Real
- 2013 – Overcomer
- 2017 – Out of the Dark

#### Album di remix
- 2014–  Get Up: The Remixes

#### Raccolte
- 2020 – Overcomer: The Greatest Hits

### EP
- 2007 – Christmas Joy (EP)
- 2012 – Remixed: Get Movin'